# Topobates alvaradoi
Topobates alvaradoi är en kvalsterart som först beskrevs av Pérez-Íñigo 1969.  Topobates alvaradoi ingår i släktet Topobates och familjen Scheloribatidae. Inga underarter finns listade i Catalogue of Life.